# تدوين جبري (شطرنج)

التدوين الجبري

التَّدْوِينُ الجَبْرِيُّ (بالإنجليزية: Algebraic notation)‏ هي طريقة لوصف وتسجيل تحركات القطع في لعبة الشطرنج. واصبح الآن نظاما عالميا متفق عليه يستعمل في جميع المنظمات والكتب والمقالات التي تتناول الموضوع.

## تسمية المربعات
يتم تسمية كل مربع في رقعة الشطرنج بتسمية مميزة له من دون بقية المربعات، وتكون هذه التسمية مكونة من رقم وحرفين (أو حرف). تشير الأرقام للصفوف، في حين يشير الحروف للأعمدة. يُشار إلى الصف الأول انطلاقًا من جهة القطع البيض بالرقم 1، ثم ترقم باقي الصفوف بالتسلسل باتجاه القطع السود إلى السطر 8. كما يُشار إلى كلّ عمود بحروف الأبجدية: أ، ب، ج، د، هـ، و، ز، ح، انطلاقًا من اليمين إلى اليسار.
فتُرمز خانة بيدق فيل الوزير (وهو البيدق الثالث من اليسار) مثلاً: 2و.

ملاحظة: في التدوين الجبري الإنكليزي: ترمز الأعمدة من يسار القطع البيض بالحرف "a" وبقية الأعمدة ب"h,g,f,e,d,c,b" بالتسلسل باتجاه اليمين. والسطر الأول من جهة الجيش الأبيض يرقم بالرقم واحد. يتم تسمية كل مربع بتسمية العمود والسطر الذي يقع فيهما. مثلا يسمى المربع الذي يبدأ فيه الملك الأبيض e1.

## تسمية القطع
يتم تسمية القطع (ما عدا البيادق) باستعمال حروف عربية ترمز للحرف الأول من اسم القطعة، وتكون كالتالي:
- م الملك (بالإنجليزية: K)‏
- ف الوزير (أو الفرز) (بالإنجليزية: Q)‏
- ر الرخ (بالإنجليزية: R)‏
- حص الحصان (بالإنجليزية: N)‏
- فل الفيل (بالإنجليزية: B)‏

أما البيادق لا يُشار لها بحرف عند التحرك العادي، سوى عند الأخذ حيث يرمز للبيدق الآخِذِ بحرف ب.

## تسمية الحركات
لكل حركة يُشار إلى اسم القطعة إضافة إلى موقع المربع الذي سيحتله المربع. مثلاً: ف5د (بالإنجليزية: Be5)‏ تعني تحرك الفيل إلى المربع 5د (بالإنجليزية: e5)‏، وح3ج (بالإنجليزية: Nf3)‏ تعني تحرك الحصان إلى المربع 3ج (بالإنجليزية: f3)‏، ويشذ عن ذلك حركة البيادق كما أسلفنا حيث يشار فقط إلى اسم المربع الذي ستحتله. مثلا 6و (بالإنجليزية: c6)‏ تشير إلى تحرك البيدق إلى المربع 6و (بالإنجليزية: c6)‏.
أما إذا كانت الحركة مقرونة بأَخْذِ قطعة من الفريق الخصم فإن الحركة تكون مقرونة بالعلامة "×" أو نادرًا ":"، مثلاً: ح×2هـ (بالإنجليزية: Nxd2)‏ وتعني أن الحصان أخذ البيدق الموجود في المربع 2هـ (بالإنجليزية: d2)‏. أما إذا كان الأخذ خاص بالبيدق فإن اسم العمود الذي غادره البيدق يكتب ضمن الوصف. مثلاً لو أخذ البيدق المتمركز في المربع 5د (بالإنجليزية: e5)‏ البيدق المتمركز في المربع 6هـ (بالإنجليزية: d6)‏ تدوّن الحركة ب د×6هـ (بالإنجليزية: exd6)‏، حيث ب د تعني البيدق في 5د.

## رموز التقييم والتعليق
رموز التقييم والتعليق ليست جزء من الترميز الجبري لكنها تستخدم في نهاية النقلات لإعطاء تقييم أو تعليق حول تلك النقلات، هذا الجدول يوضح بعض تلك الرموز:
| أحداث | أحداث       | تعليقات | تعليقات                | تقييم                | تقييم                 |
| الرمز | المعنى      | الرمز   | المعنى                 | الرمز                | المعنى                |
| +     | كـش         | !       | نقلة جيدة              | =                    | تعادل في الوضعية      |
| #     | كش مات      | !!      | نقلة ممتازة            | {\displaystyle \pm } | أفضلية طفيفة للأبيض   |
| ++    | كش مزدوج    | ؟       | نقلة سيئة              | -+                   | أفضلية حاسمة للأبيض   |
| x     | أخذ         | ؟؟      | خطأ فادح               | {\displaystyle \mp } | أفضلية طفيفة للأسود   |
| 0-0   | تبييت قصير  | !؟      | نقلة يمكن أن تكون جيدة | +-                   | أفضلية حاسمة للأسود   |
| 0-0-0 | تبييت طويل  | ؟!      | نقلة يمكن أن تكون سيئة | ∞                    | غير واضح لمن الأفضلية |
| (=)   | عرض التعادل | □       | النقلة الوحيدة الممكنة | ∞/=                  | مع تعويضات عن العتاد  |
| 1–0   | فاز الأبيض  | N       | تفرع جديد              | ⊕                    | مشكل وقت (يكاد ينتهي) |
| 0–1   | فاز الأسود  |         |                        |                      |                       |
| ½–½   | تعادل       |         |                        |                      |                       |

## معرض صور

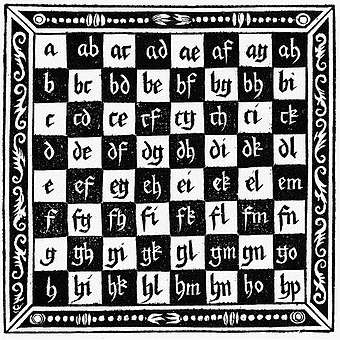
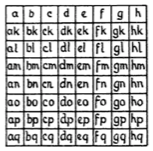
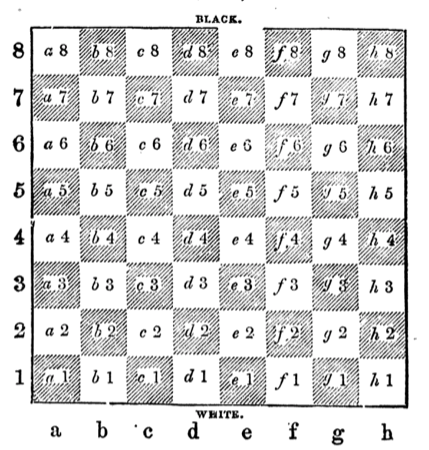